# Roland Pieper
Pour les articles homonymes, voir Pieper.
Roland (Roel) Pieper, né le 13 avril 1956 à Flardingue, est un entrepreneur néerlandais, qui a beaucoup d’expérience aux États-Unis et qui a été vice-PDG de Philips.

## Sources
- Biographie sur Favonius Ventures
- Biographie sur University of Twente
- Onbescheiden durfkapitalist, article tiré de De Groene Amsterdammer